# Nemesia pannonica
Espèce
Synonymes
- Nemesia radiata Kulczyński, 1897
- Nemesia pannonica adriatica Kolosváry, 1938

Nemesia pannonica est une espèce d'araignées mygalomorphes de la famille des Nemesiidae.

## Distribution
Cette espèce se rencontre en Europe de l'Est. Elle a été observée en Serbie, au Monténégro, en Albanie, en Roumanie, en Hongrie, en Croatie et en Slovénie.

## Description
La carapace du mâle décrit par Loksa en 1966 mesure 5 mm de long sur 4 mm et l'abdomen 5,5 mm de long sur 3,2 mm et la carapace de la femelle mesure 6,2 mm de long sur 4,9 mm et l'abdomen 10 mm de long sur 5 mm.

## Étymologie
Son nom d'espèce lui a été donné en référence au lieu de sa découverte, la plaine de Pannonie.

## Publication originale
- Herman, 1879 : Magyarország pók-faunája. Budapest, vol. 3, p. 1-394.